# Jérôme Bonnet (photographe)
Ne doit pas être confondu avec Jérôme Bonnet (hockey sur glace).
Jérôme Bonnet, né à Lyon en 1972, est un photographe de presse français spécialisé dans le portrait de célébrités du monde du cinéma et de la culture.
Il vit et travaille à Paris et fait partie, depuis sa fondation, de l'équipe de l'agence Modds.

## Publications
Ses photos et reportages sont publiés régulièrement dans Elle, Esquire (Ukraine), GQ, Libération, Madame Figaro, Télérama, etc.

## Portraits
Parmi ses portraits les plus remarquables, on peut citer ceux de Dennis Hopper, Yang Ik-June, Angelina Jolie, Marine Le Pen, Jean-Luc Mélenchon, Matthias Schoenaerts,  Takeshi Tikano, Jean-Louis Trintignant, etc.

## Distinctions
- 2009 et 2010 : World Press Photo

## Expositions
- May in Hong-Kong
- Petits rats de l'Opéra, Palais Garnier

## Matériel
Il travaille avec un Sony A7III et seulement deux objectifs, un 50 — principalement —  et un 35 mm — quand il manque de recul.

## Articles sur lui
- Rachel d'Cruze, « Jérôme Bonnet : Portrait of an artist », dans Canon Interviews, juillet 2010.